# El Estudiante
El Estudiante (Br: O Estudante) é um filme argentino de 2011 escrito e dirigido por Santiago Mitre.

## Elenco
- Esteban Lamothe as Roque
- Romina Paula as Paula
- Ricardo Felix as Alberto Acevedo
- Valeria Correa as Valeria

## Sinopse
Roque é um rapaz do interior que inicia seus estudos na Universidade de Buenos Aires, porém não se interessa muito em assistir aulas ou conseguir um diploma superior. Ao invés disso, ele dedica seu tempo na construção da política estudantil. Também acaba se enveredando pelos problemas que envolvem a política estudantil e os problemas que também existem na política fora dos muros da universidade. Também começa a se envolver com Paula, uma atraente e jovem professora que também está envolvida na política universitária.

## ligações externas
- El Estudiante. no IMDb.